# L'Arbre aux seringues
Pour plus de détails, voir Fiche technique et Distribution.
L'Arbre aux seringues (L'albero delle pere) est un film dramatique italien réalisé par Francesca Archibugi et sorti en 1998.
Le film a été présenté à la Mostra de Venise 1998 où le jeune acteur Niccolò Senni (it) a obtenu le Prix Marcello-Mastroianni.

## Synopsis
Siddhartha est un garçon de 14 ans qui vient d'une famille dysfonctionnelle : sa mère est une femme fragile tandis que son père est un cinéaste expérimental dont sa mère s'est séparée pour vivre avec Roberto. Il a également une sœur cadette, Domitilla, fruit de la liaison de sa mère avec Roberto. Un jour, la petite sœur se pique avec une seringue trouvée dans le sac de sa mère. Siddhartha doit donc faire face à cette situation sans se tourner vers les adultes faibles et déséquilibrés qui l'entourent.

## Fiche technique
- Titre original italien : L'albero delle pere[2]
- Titre français : L'Arbre aux seringues
- Réalisateur : Francesca Archibugi
- Scénario : Francesca Archibugi
- Photographie : Luca Bigazzi
- Montage : Esmeralda Calabria
- Musique : Battista Lena
- Décors : Mario Rossetti
- Costumes : Paola Marchesin
- Production : Riccardo Gualino, Carlo Ponti, Ferruccio De Martino
- Société de production : 3 Emme Cinematografica, RAI-Radiotelevisione Italiana, RAI Cinemafiction, Istituto Luce, Telepiù
- Société de distribution : Istituto Luce
- Pays de production :  Italie
- Langue originale : italien
- Format : Couleurs - 2,35:1 - 35 mm
- Durée : 90 minutes
- Genre : Film dramatique
- Dates de sortie :
  - Italie : 3 septembre 1998 (Mostra de Venise) ; 4 septembre 1998 (sortie nationale)
  - France : 4 novembre 2001 (Festival du film italien de Villerupt)

## Distribution
- Niccolò Senni (it) : Siddhartha
- Valeria Golino : Silvia
- Sergio Rubini : Massimo
- Stefano Dionisi : Roberto
- Francesca Di Giovanni : Domitilla
- Victor Cavallo Coso
- Chiara Noschese : Mauvaise analyse de laboratoire
- Maria Consagra : Psychologue de l'USL
- Giuseppe Del Bono : Toni
- Raffaella Lebboroni : Médecin fiscaliste
- Sergio Pierattini : Commissaire de police
- Andrea Liu Junyo : Paolo
- Serena Scapagnini : Flavia
- Bruno Sclafani : Michele
- Paolo Triestino Dottorino
- Corrado Invernizzi Technicien de laboratoire